# いちばんプラザ

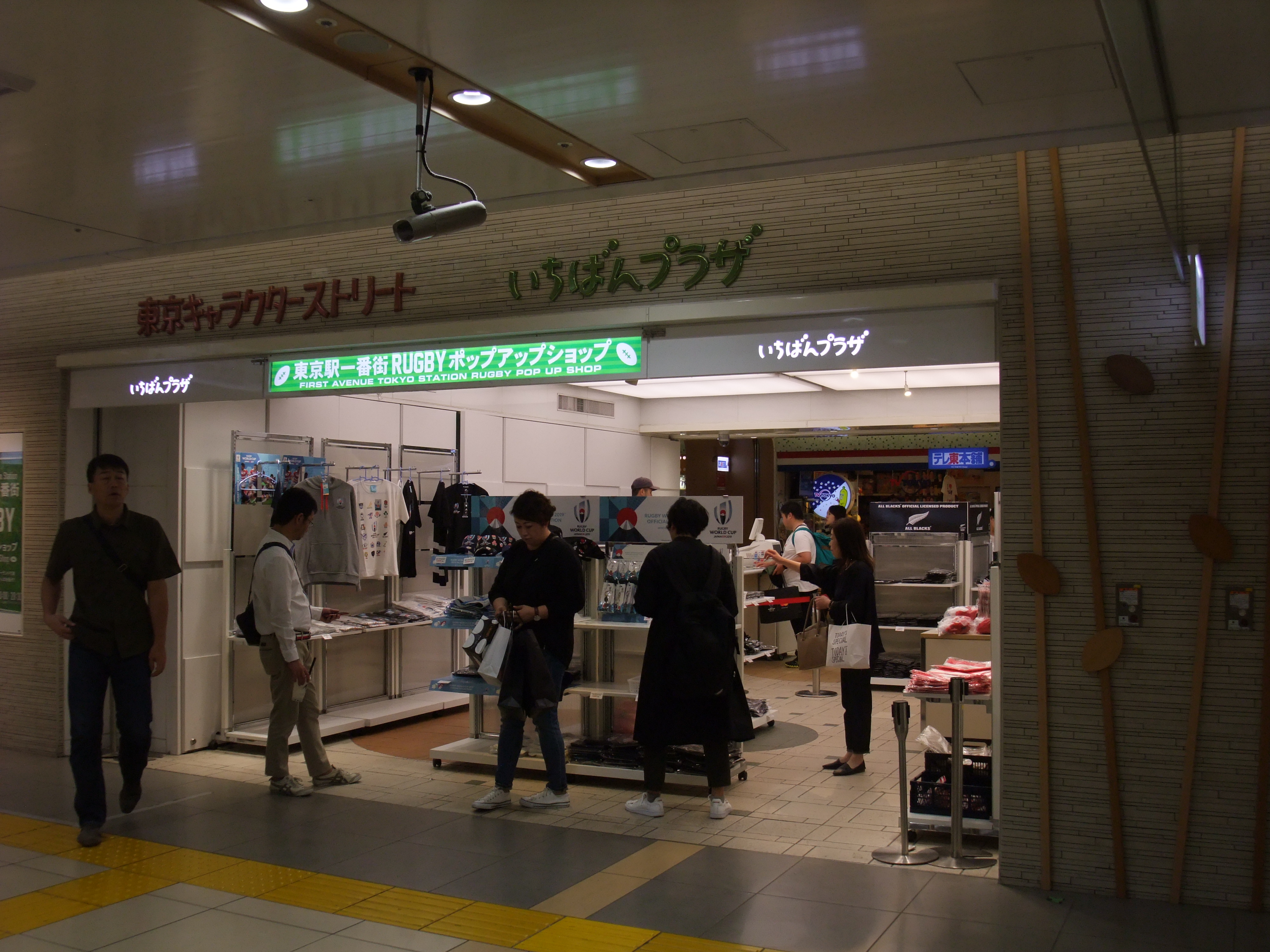
ラグビーW杯日本開催を記念して2019年9月20日～10月3日はラグビーグッズショップを開催

いちばんプラザは、東京駅八重洲口の地下街である東京駅一番街にあるイベントスペース。2008年3月8日、東京キャラクターストリートの開業に伴い、その中に設置された。
テレビ番組や映画、キャラクターグッズに関するイベントや期間限定店舗の設置等が行われることが多く、キャラクターの着ぐるみが登場する写真撮影会や握手会、限定商品の販売などには開始時間前から行列ができることもある。
なお、東京駅一番街の地下エリアにかつて存在したイベントスペース北プラザは、東京キャラクターストリート開業時のリニューアル工事のために閉鎖されている。